# Sledgers-Eisfall
Der Sledgers-Eisfall ist ein stark zerklüfteter Gletscherbruch im ostantarktischen Viktorialand. In den Bowers Mountains liegt er unmittelbar nördlich der Spitze des Reilly Ridge inmitten des Sledgers-Gletscher.
Wissenschaftler einer von 1967 bis 1968 durchgeführten Kampagne der New Zealand Geological Survey Antarctic Expedition benannten ihn in Anlehnung an die Benennung des gleichnamigen Gletschers.